# Hirsutismus

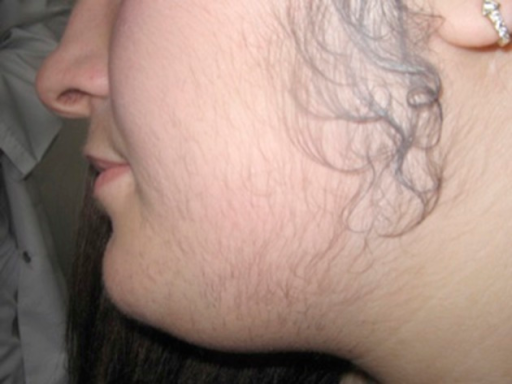
Fotka ženy trpící hirsutismem. Rostou jí licousy a vousy na obličeji.

Hirsutismus (z latinského hirsutus, což znamená chlupatý) je nadměrné ochlupení na částech těla, kde ochlupení normálně chybí nebo je minimální. Slovo pochází z počátku 17. století. Tento se stav se obvykle popisuje přítomnost mužského typu ochlupení u žen. Může být známkou vážnějšího onemocnění, zejména pokud se projeví až po pubertě. Kulturní a společenské stigma proti hirsutismu může způsobit mnoho psychických potíží a sociálních potíží. Diskriminace na základě hirsutismu v obličeji často vede k vyhýbání se sociálním kontaktům a k příznakům úzkostí a deprese.
Hirsutismus je obvykle výsledkem endokrinní nerovnováhy, která může být nadledvinová, ovariální nebo centrální. Může to být způsoben zvýšenou hladinou androgenních hormonů. Množství a umístění ochlupení se měří pomocí Ferriman-Gallweyho skóre. Hirsutismus se liší se od hypertrichózy, což je nadměrné ochlupení kdekoli na těle. Léčba může zahrnovat užívání orální antikoncepčních pilulek, antiandrogeny nebo senzibilizátory inzulínu.
Hirsutismus postihuje 5 až 15 % žen ze všech etnických skupin. Udává se, že přibližně 40 % žen disponuje určitým stupněm vousů na svém obličeji. Asi 10 až 15 % případů hirsutismu je idiopatických, tj. bez známé příčiny.

## Příčiny
Příčiny hirsutismu lze rozdělit na endokrinní nerovnováhu a neendokrinní původ. Nejprve se sleduje rozložení růstu ochlupení na těle. Pokud je růst ochlupení přítomný zejména na místech, které jsou typické pro muže, mohlo by to znamenat přítomnost zvýšených androgenů nebo hyperandrogenismus. Existují však další hormony, které nesouvisejí s androgeny, které mohou vést k hirsutismu. Lékař zjišťuje podrobnou anamnézu při hledání možných příčin hyperandrogenismu nebo jiných příčin nesouvisejících s endokrinním systémem. Pokud dochází k distribuci růstu chlupů po celém těle, označuje se to jako hypertrichóza, nikoliv jako hirsutismus.

### Endokrinní příčiny
Endokrinní příčiny hirsutismu zahrnují:
- Cysty na vaječnících, jako je syndrom polycystických ovarií (PCOS), nejčastější příčina u žen
- Nádory nadledvinek, adrenokortikální adenomy a adrenokortikální karcinom, stejně jako hyperplazie nadledvin v důsledku adenomů hypofýzy (jako u Cushingovy choroby )
- Vrozené chyby metabolismu steroidů, jako je vrozená adrenální hyperplazie, nejčastěji způsobená nedostatkem 21-hydroxylázy
- Akromegalie a gigantismus (nadbytek růstového hormonu a IGF-1), obvykle v důsledku nádorů hypofýzy

### Neendokrinní příčiny
Mezi příčiny hirsutismu, které nesouvisí s hyperandrogenismem, patří:
- Dědičnost: Rodinná anamnéza hirsutismu s normálními hladinami androgenů
- Užívání léků
- Těhotenství: Kvůli změnám v produkci hormonů
- Idiopatické: Nelze u hirsutismu vysledovat žádnou jinou příčinu. V těchto případech jsou menstruační cykly a hladiny konvenčně testovaných androgenů (testosteron, androstendion a dehydroepiandrosteron sulfát) normální. Přibližně 10 až 15 % žen s hirsutismem má idiopatický hirsutismus. Idiopatický hirsutismus může být způsoben zvýšenou produkcí dihydrotestosteronu (DHT) ve vlasových folikulech, a proto může být ve skutečnosti stále způsoben hyperandrogenismem. Může být detekovatelný měřením DHT nebo metabolitů DHT.